# Takaaki Suzuki
Takaaki Suzuki (鈴木 孝明 Suzuki Takaaki?), född 7 oktober 1981 i Shizuoka prefektur, är en japansk före detta fotbollsspelare.
Suzuki började sin karriär 2005 i Sagan Tosu. Han spelade 68 ligamatcher för klubben. 2007 flyttade han till Mito HollyHock. Han avslutade karriären 2007.